# 9 Semaines ½
Série
Love in Paris
(1997)
Pour plus de détails, voir Fiche technique et Distribution.
9 Semaines ½ ou Neuf semaines et demie au Québec (Nine ½ Weeks) est un film américain réalisé par Adrian Lyne, sorti en 1986.
Il s'agit d'une adaptation du roman Le Corps étranger (Nine and a Half Weeks) d'Ingeborg Day, publié en 1978 sous le nom de plume d'Elizabeth McNeill.

## Synopsis
Elizabeth McGraw, divorcée, travaille à la Spring Street Gallery, une galerie d’art de New York. Tandis qu'elle fait ses courses chez un épicier chinois, un homme la remarque et provoque chez elle un certain émoi. Ce mystérieux inconnu ne tarde pas à l’aborder et l’invite à déjeuner dans un restaurant italien. Ainsi débute une relation torride, régie par des rapports de domination de plus en plus puissants. Elle durera neuf semaines et demie.

## Fiche technique
Sauf indication contraire, les informations mentionnées dans cette section peuvent être confirmées par les bases de données cinématographiques IMDb et Allociné,  présentes dans la section « Liens externes ».
- Titre original : Nine ½ Weeks
- Titre français : 9 Semaines ½
- Titre québécois : Neuf semaines et demie
- Réalisation : Adrian Lyne
- Scénario : Patricia Louisianna Knop, Sarah Kernochan et Zalman King, d’après le roman Le corps étranger d'Elizabeth McNeill
- Musique : Jack Nitzsche
  - Montage musical : Tom Carlin
- Direction artistique : Linda Conaway-Parsloe
- Décors : Ken Davis
- Costumes : Bobbie Read
- Maquillage : David Forrest
- Coiffure : Marie-Ange Ripka
- Photographie : Peter Biziou
- Son : Jay M. Harding, William L. McCaughey, Ray O'Reilly, Aaron Rochin,
- Montage : Caroline Biggerstaff, Ed Hansen, Tom Rolf et Mark Winitsky
- Production : Mark Damon, Sidney Kimmel, Zalman King et Antony Rufus-Isaacs
  - Production déléguée : Keith Barish et Frank Konigsberg
  - Production associée : Steven Reuther et Stephen J. Ross
  - Coproduction : Renzo Rossellini
  - Coproduction déléguée : Richard Northcott
- Sociétés de production : Jonesfilm, en association avec Galactic Films et Triple Ajaxxx, présenté par Producers Sales Organization (PSO)
- Sociétés de distribution : Metro-Goldwyn-Mayer (États-Unis ; UGC Ph (France)
- Budget : 17 millions de $[2]
- Pays de production :  États-Unis
- Langues originales : anglais, espagnol
- Format : couleur (Metrocolor / Technicolor) - 35 mm - 1,85:1 (Panavision) - son Dolby stéréo
- Genre : drame, érotique, romance
- Durée : 117 minutes
- Dates de sortie[3] :
  - États-Unis, Québec : 21 février 1986[1]
  - France : 16 avril 1986[4]
- Classification :
  - États-Unis : interdit aux moins de 17 ans (R – Restricted)[N 1]
  - France : interdit aux moins de 12 ans[5]
  - Québec : 18 ans et plus (18+ / 18 years and over)[1]

## Distribution
- Kim Basinger (VF : Chris Verger) : Elizabeth McGraw
- Mickey Rourke (VF : Patrick Poivey) : John Gray
- Margaret Whitton (VF : Martine Messager) : Molly
- David Margulies (VF : Michel Bedetti) : Harvey
- Christine Baranski (VF : Nadine Delanoë) : Thea
- Karen Young : Sue
- William De Acutis (VF : Bernard Soufflet) : Ted
- Dwight Weist : Farnsworth
- Roderick Cook (en) (VF : Michel Paulin) : Sinclair
- Victor Truro : client de la galerie
- Justine Johnston (VF : Paule Emanuele) : vendeuse de literie
- Cintia Cruz : prostituée
- Kim Chan (en) : boucher du quartier chinois
- Lee Lai Sing : client chinois en colère
- Michael P. Moran (VF : Pierre Garin) : le vendeur de poules
- Rudolph Willrich : client du quartier chinois
- Helen Hanft
- Ron Wood : invité du vernissage

## Production

### Genèse et développement
Le film est inspiré d’un roman court d’Elizabeth McNeill (nom de plume d'Ingeborg Day), Le Corps étranger (Nine and a Half Weeks), paru en 1978. Il sera réédité après le succès du film sous le titre 9 semaines et demie. On retrouve l’idée centrale d’une femme qui tombe sous la dépendance de son amant. Le livre est moins « glamour » que le film, mais aussi plus profond.

### Attribution des rôles
Jacqueline Bisset, Kathleen Turner et Isabella Rossellini ont été envisagées pour le rôle d’Elizabeth McGraw. Demi Moore a également auditionné. Pour le rôle de John Gray, le premier choix du studio était Sam Shepard.

### Tournage
Le tournage a lieu d'avril à juin 1984. Il se déroule à New York, notamment à Manhattan (Delancey Street South).

### Censure
Le film a été amputé de certaines scènes (simulation d'un suicide, sado-masochisme) pour sa sortie en salles aux États-Unis dues au référencement cinématographique de la MPAA (le film a dû être soumis à la Motion Picture Association of America, qui lui a accordé le classement R), le réalisateur Adrian Lyne regrettant cette censure sur des scènes cruciales qui faisaient perdre du sens au film.

## Bande originale
La musique originale du film est composée par Jack Nitzsche. L'album de la bande originale est édité par Capitol Records mais ne contient pas les compositions de Jack Nitzsche. L'album contient des chansons du films, notamment You Can Leave Your Hat On, composée par Randy Newman et ici interprétée par Joe Cocker. Le titre sera dès lors associé à la scène durant laquelle Kim Basinger fait un striptease devant son amant. L'album contient également les morceaux Slave to Love de Bryan Ferry (tiré de son album solo Boys and Girls) et I Do What I Do de John Taylor (bassiste du groupe Duran Duran). Cependant dans le film, c’est la version de la musicienne canadienne Lisa Dalbello que l’on peut entendre.
Liste des titres
1. John Taylor - I Do What I Do… (Theme For 9½ Weeks) - 3:46
2. Luba - The Best Is Yet To Come - 3:55
3. Bryan Ferry - Slave to Love - 4:28
4. Dalbello - Black On Black - 4:02
5. Corey Hart - Eurasian Eyes - 5:30
6. Joe Cocker - You Can Leave Your Hat On - 4:15
7. Devo - Bread And Butter - 2:33
8. Eurythmics - This City Never Sleeps - 6:24
9. Stewart Copeland - Cannes - 3:11
10. Luba - Let It Go - 3:42

## Accueil

### Accueil critique
9 Semaines ½ a obtenu un accueil mitigé des critiques professionnels : 64 % des 22 critiques du site Rotten Tomatoes sont favorables, pour une moyenne de 5,7⁄10, tandis qu’il obtient un score de 50⁄100 sur le site Metacritic, pour 13 commentaires.
Raillé par la presse et peu suivi par le public américain, 9 Semaines ½ est toutefois un succès commercial en Europe, notamment en France.

### Box-office
9 Semaines ½ est un échec commercial aux États-Unis à sa sortie en salles, avec 6 735 922 $ de recettes engrangées au cours de son exploitation. Toutefois, il remporte un gros succès à l’international, rapportant plus de 100 millions de dollars. En France, il totalise 1 201 156 entrées.

## Distinctions

### Nominations
- Jupiter Awards 1987 : meilleure actrice internationale pour Kim Basinger
- Razzie Award 1987 :
  - Pire actrice pour Kim Basinger
  - Pire scénario pour Patricia Louisianna Knop, Zalman King et Sarah Kernochan
  - Pire chanson originale pour Jonathan Elias, John Taylor et Michael Des Barres (I Do What I Do)

## Éditions en vidéo
En France, le film 9 Semaines ½ est sorti en édition DVD le 11 juillet 2001, et en Blu-ray le 1er mars 2013,.

## Suites
Le film a eu droit à une suite, intitulée Love in Paris, réalisée par Anne Goursaud et sortie en 1997. Une préquelle, The First 9 ½ Weeks, réalisée par Alex Wright est sortie en 1998.